# Мицубиши 1MF10
Мицубиши 1MF10 (енгл. Mitsubishi 1MF10) је једноседи јапански ловачки авион. Авион је први пут полетео 1933. године и био је први јапански самоносећи нискокрилац. Конструктори су били Џиро Хорикоши, Еитаро Сано, Таканосуке Накамура и Томио Кабо.
Највећа брзина авиона при хоризонталном лету је износила 320 km/h.
Распон крила авиона је био 10,00 метара, а дужина трупа 6,92 метара. Празан авион је имао масу од 1225 килограма. Нормална полетна маса износила је око 1578 килограма. Авион је био наоружан са 2 синхронизована митраљеза калибра 7,7 милиметара.

## Пројектовање и развој
Направљен је на основу спецификације 7-Ши јапанске морнарице за једноседи морнарички ловац. Један прототип је изгубљен у удесу, а други је дорађен на основу запажања. Пошто је највећа брзина, била 48 km/h мања од предвиђене, пројекат је  отказан.

## Наоружање
| Наоружање авиона: Мицубиши     |                            |
| Ватрено (стрељачко) наоружање  |                            |
| Топ                            |                            |
| Митраљез                       |                            |
| Број и ознака митраљеза        | 2 синхронизована митраљеза |
| Калибар                        | 7,7                        |
| Бомбардерско наоружање (бомбе) |                            |
| Ракетно наоружање (ракете)     |                            |

## Земље које су користиле авион
- Јапан